# 真空密室之謎
《真空密室之謎》是倪匡筆下著名科幻小說衛斯理系列之一，為透明光的續集，編號11，連載於1965年2月20日至7月22日的《明報》（包括《透明光》）。

## 內容簡述[2]

### 神廟裡滿是咒語的走廊
王俊和衛斯理安全回到工地。衛斯理在王俊口中得知前往古廟密室的路徑，並自己一人出發。途中，曾經聽見奇怪的金屬碰擊聲。

### 祭室喋血
衛斯理抄寫石上的文字時，羅蒙諾挾持依格來到地下祭室。羅蒙諾殺死依格來威脅衛斯理，但衛斯理反殺害羅蒙諾，取走其身上的記事本後離開祭室。

### 象形文字之謎
衛斯理駕駛飛機到開羅，在當地大學拜訪一位名為葛地的古代文字專家。葛地不認識衛斯理所抄寫的文字，但提供了有關索帕族人的線索。

### 失蹤的金字塔
衛斯理從酒店的侍者得悉失蹤金字塔的消息。衛斯理被帶領到一個殘舊的屋子，並從一塊大石上的文字得到更多線索。衛斯理決定前往沙漠尋找失蹤的金字塔，登報聘請沙漠旅行的嚮導。隔了數天，一位名為艾泊的男子應徵。

### 「沙漠中的一粒沙」
艾泊外號「沙漠中的一粒沙」，指引衛斯理準備沙漠之旅的裝備。二人進入沙漠，衛斯理發現艾泊的行為奇怪，更發現艾泊與三個阿拉伯人一起。衛斯理跟蹤他們，但被一群阿拉伯人發現。

### 阿拉伯最佳快刀手
衛斯理得罪了一群阿拉伯人的首領費沙族長。衛斯理答應了費沙提出與最出名的刀手尤普多比鬥的要求，而雙方在正式比鬥前先露一手。

### 生死決鬥
二人正式比鬥，衛斯理發現急於取勝的尤普多犯錯，雖然可獲勝，但假裝雙方平手。衛斯理得到眾人的熱情款待，費沙向衛斯理表示知道衛斯理所尋找失蹤的金字塔所在。

### 金字塔內部探險
衛斯理，艾泊和費沙帶備適當用具進入金字塔內部。衛斯理找到一個盒子盛載著色彩艷麗的「礦物」，認為找到了「反透明光」，於是離開。

### 變成了隱身人
衛斯理手中盒子的縫中射出白光，使艾泊和衛斯理變成了透明人。衛斯理推測「礦物」只會在真空的環境發出「反透明光」，為了使身回復正常，衛斯理與艾柏決定再進入金字塔。衛斯理到達目的地才發現忘了帶氧氣筒，自己一人返回取氧氣筒。衛斯理一來一回，進入金字塔時發現艾柏已經因空氣不流通而死。

### 永遠的謎
衛斯理在金字塔接收「反透明光」變回正常人後，回到自己的居住城市。勃拉克向衛斯理求救不果，便吞槍自殺。衛斯理通過一個朋友租借一間真空密室，邀請王彥與燕芬兩人進入真空密室後打開盒子，接收「反透明光」。衛斯理打開密室之門，竟發現王彥與燕芬消失了。衛斯理對此事有不同的推測，但沒有結果。

## 主要人物
- 衛斯理 - 第一人稱故事主角
- 王俊 - 衛斯理的好友，水利工程師，負責埃及神廟的遷移工程
- 艾泊　　- 衛斯理的沙漠嚮導，號稱沙漠裡的一粒沙
- 費沙族長　- 古城中的阿拉伯族長
- 尤普多　- 阿拉伯古城中的第一快刀手
- 勃拉克　-外號冷血殺人王
- 王彥 - 王俊的弟弟
- 燕芬 - 王彥的女友

## 電視劇
- 台灣中華電視公司以國語於1983年7月11日星期一至7月15日星期五，每日晚上八時至九時三分播出「科幻劇場」之《透明光》，合計共5集。為華視「衛斯理傳奇」系列劇集第一個故事。
  - 楊光友 飾演 衛斯理
  - 劉芳英 飾演 白素
  - 導播：林京珍

## 廣播劇
- 香港電台第一台於1984年2月13日至3月5日，逢星期一至五中午十二時半〈驚心動魄〉時段，以粵語首播《透明光》廣播劇，合共15集。
  - 監製：李安求
  - 編導：梁繼璋
  - 編劇: 伍永
  - 播音
    - 李學斌 飾演 衛斯理
    - 蔡雅各 飾演 王彥
    - 楊麗仙 飾演 燕芬
    - 曲家穗 飾演 勃拉克
    - 林友榮 飾演 羅蒙諾教授
    - 區永漢 飾演 拉利
    - 莫家駒 飾演 王俊
    - 溫泉 飾演 蔡伯
    - 陳炳球 飾演 傑克中校/燕芬家人
    - 李再唐 飾演 黃偵探
    - 梁繼璋 飾演 速遞員/警察
    - 魏便利 飾演 警察
    - 曾永強 飾演 納爾遜/陳醫生
    - 簡偉安 飾演 麥克沙展
    - 朱曼子 飾演 接線生/接待員

- 香港商業電台以粵語於1986年星期一至五，每日下午三時正播出《透明光》廣播劇，合共17集。為商台衛斯理廣播劇系列第二個故事。
  - 監製：金貴
  - 改編：圓方
  - 配音
    - 朱子聰 飾演 衛斯理
    - 錢佩卿 飾演 白素
    - 馮天衡 飾演 王彥
    - 莫佩雯 飾演 燕芬
    - 盧雄　 飾演 傑克中校/費沙族長
    - 楊廣培 飾演 王俊
    - 陳森 飾演 羅蒙諾教授/尤普多
    - 陳永信 飾演 依格/羅蒙諾管家/薩利
    - 黎昭偃 飾演 葛地教授
    - 金貴 飾演 艾泊/老蔡
    - 黃仕光 飾演 勃拉克　(第3及第7集)
    - 甄錦華 飾演 勃拉克　(第17集)
    - 吳忠泰 飾演 直昇機駕駛員/阿刺伯人/張技師
    - 馬淑逑 飾演 葛地教授秘書
    - 朱雪梅 飾演 阿刺伯老婦人
    - 葉佳 飾演 埃及老者
    - 李素冰 飾演 陳小姐(秘書)

- 广州广播电台於2004年起以粵語首播衛斯理廣播劇，由主播講出《透明光》故事。
  - 主播:吳克
  - 合共22集

## 其他
作者倪匡曾接受出版商訪問，介紹此書。
| 前任者： 010 透明光       | 衛斯理系列（按編號） 011                                             | 繼任者： 012 沉船 |
| 前任者： 藍血人、回歸悲劇 | 衛斯理系列（按連載時序） 1965年2月20日至1965年7月22日 （包括透明光） | 繼任者： 地心洪爐 |

1. ↑  .   [2020-07-31]. （原始内容存档于2012-04-05）.
2. ↑  .   [2022-01-19]. （原始内容存档于2017-06-10）.
3. ↑  https://www.youtube.com/watch?v=fXPmu7gclDs&feature=youtu.be